# Move Your Body (Eiffel 65)
Move Your Body è il secondo singolo della band eurodance italiana Eiffel 65 datato 1999, secondo estratto dall'album di esordio dell'album Europop, pubblicato pochi mesi dopo.
Il brano è stato scritto da Domenico Capuano, Roberto Molinaro, Gianfranco Randone, Maurizio Lobina e Massimo Gabutti.
Il singolo ha ottenuto un'enorme popolarità in tutta Europa raggiungendo la vetta delle classifiche dei singoli più venduti (anche in Italia), e grazie a questo brano gli Eiffel 65 si confermano dopo il successo della hit mondiale Blue (Da Ba Dee).
In seguito alla scissione del gruppo nel 2006, anni dopo vengono prodotti svariati remake del singolo: Nel 2008 i Bloom 06 (Band formata dall'ex-cantante e dall'ex-tastierista degli Eiffel 65) creano una cover del brano in versione Dance moderna che verrà poi inserito nell'EP della band "Club Test 02" nel 2009. Nel 2010, invece, per celebrare il primo decennio del successo del singolo, viene pubblicato un nuovo EP di Move Your Body targato Eiffel 65 (e prodotto dall'etichetta discografica proprietaria del brano BlissCo Records) intitolato "Move Your Body Golden Remixes", che contiene 4 nuove versioni del brano di cui 2 ad opera di due ex-componenti del gruppo (Gabry Ponte e Maurizio Lobina), mentre le altre portano la firma di 2 ex-collaboratori degli Eiffel 65, cioè i Djs From Mars e Roberto Molinaro (quest'ultimo anche tra gli autori del brano originale).
.

## Tracklist
1. "Move Your Body" (Original Club) 05:56
2. "Move Your Body" (Radio Edit) 04:30
3. "Move Your Body" (Video Mix) 03:31
4. "Move Your Body" (Speed Remix) 05:33
5. "Move Your Body" (Speed Radio Cut) 03:33
6. "Move Your Body" (Forge Remix) 07:05
7. "Move Your Body" (Casino Machine Paris Dub) 07:01
8. "Move Your Body" (Paris Remix) 7:03

## Altre versioni ufficiali
1. "Move Your Body" (Bloom 06 live Concept 2009) 4:37

## Move Your Body 2010 Golden Remixes
Move Your Body 2010 Golden Remixes è il golden remix di Move Your Body degli Eiffel 65, si tratta di una raccolta di remix in chiave House e Dance della storica hit Move Your Body che ha riscosso un grande successo nel 1999. Questa serie di remake anticipa la riunione ufficiale del gruppo avvenuta il 17 giugno 2010, i remix sono stati curati da Roberto Molinaro, dal DJ del gruppo Gabry Ponte, dai Djs From Mars e dal remixer e tastierista del gruppo Maurizio Lobina. I remix sono stati inoltre realizzati utilizzando il cantato della canzone originale del 1999.

## Tracce
1. "Move Your Body" (Djs From Mars Club Mix) (5:19)
2. "Move Your Body" (Gabry Ponte Extended Rework Remix) (6:16)
3. "Move Your Body" (Gabry Ponte Rework Radio Edit) (3:23)
4. "Move Your Body" (Maury Lobina Remix) (5:42)
5. "Move Your Body" (Djs From Mars Radio Edit) (3:25)
6. "Move Your Body" (Roberto Molinaro Extended Remix) (6:51)
7. "Move Your Body" (Roberto Molinaro Radio Edit) (3:45)

## Classifiche
| Posizione | 04 | 06 | 02 | 01 | 03 | 05 | 09 | 08 | 07 | 30 | 28 | 18 | 26 | 23 |